# Colònia Noguera
La Colònia Noguera és una colònia tèxtil i actualment un barri de Ripoll (Ripollès). Algunes parts del seu conjunt estan incloses dins l'Inventari del Patrimoni Arquitectònic de Catalunya, concretament els habitatges i el canal.

## Descripció
La fàbrica de can Noguera constitueix un conjunt de naus de planta baixa i golfes que formen un recinte tancat en forma d'U. Hi destaquen l'aqüeducte, una prolongació del canal situat al prat de Molinou, i els blocs d'habitatges, amb elements neoclàssics. Annexos a la nau, hi ha quatre locals de planta rectangular destinats a magatzems. Pel que fa a l'aprofitament industrial de l'energia hidràulica, l'empresa disposa de tres turbines, de les quals en funcionen dues. Dues turbines (del 1907) són del tipus Francis horitzontal, 125 i 54 kW, respectivament, i s'alimenten d'un primer salt que aprofita la unió del Freser amb el Merdàs. La tercera turbina (del tipus Francis vertical de joc d'angle, dents de fusta i 75 kW de producció) funciona a partir d'un segon salt, legalitzat el 1944.
Tant la majoria de les edificacions com l'entorn estan una mica deixats, tot i que part de la fàbrica encara funciona. Part dels habitatges, tot i el seu aspecte deficient, estan habitats.
El conjunt arquitectònic es troba al costat de la carretera N-152, km 108,6 (actualment C-17).

## Història
La colònia fou construïda a finals del segle xix. La societat Noguera Padre e Hijo va sol·licitar, el 1890, autorització per captar 1200 l/s per mitjà d'una resclosa de fusta de 90 cm d'alçada. El Govern Civil va donar el permís el setembre de 1892 i el va ratificar el juny de 1895. L'aiguat de 1940 la va malmetre, cosa que va obligar a refer-la. Hilaturas Noguera, SA va demanar, l'any 1944, la legalització per prescripció del salt. L'actual resclosa recull aigua per a dues turbines. L'adquisició del salt de Frederic Martín per part de Noguera va possibilitar la perllongació del canal o aqüeducte entre el seu salt i la fàbrica (1908).
La reconstrucció del canal de Can Noguera l'any 1940, va donar-li una imatge pròpia, que ha quedat vinculada al paisatge rural que envolta la colònia, mitjançant una repetició creixent dels arcs de pedra en una longitud considerable.